# Zero: Fever Part.2
Zero: Fever Part.2 – szósty minialbum południowokoreańskiej grupy Ateez, wydany 1 marca 2021 roku przez wytwórnię KQ Entertainment. Płytę promował singel „Fireworks (I'm the One)” (kor. 불놀이야 (I’m The One)).
Minialbum ukazał się w trzech edycjach fizycznych („A”, „Z” oraz „Diary”) i jednej cyfrowej. Sprzedał się w nakładzie 514 515 egzemplarzy w Korei Południowej (stan na grudzień 2021 r.) i zdobył podwójny platynowy certyfikat w kategorii albumów.

## Lista utworów
| CD | CD                                                                                     | CD                                                            | CD                                               | CD                                               | CD      |
| Nr | Tytuł utworu                                                                           | Tekst                                                         | Kompozycja                                       | Aranżacja                                        | Długość |
| -- | -------------------------------------------------------------------------------------- | ------------------------------------------------------------- | ------------------------------------------------ | ------------------------------------------------ | ------- |
| 1. | „Bulnol-iya (I’m The One)” (kor. 불놀이야 (I’m The One), ang. Fireworks (I'm the One)) | EDEN, Ollounder, LEEZ, Hongjoong, Song Min-gi                 | EDEN, Ollounder, LEEZ, BUDDY                     | EDEN, Ollounder, LEEZ, BUDDY                     | 3:29    |
| 2. | „Seondobu (The Leaders)” (kor. 선도부 (The Leaders), ang. The Leaders)                 | EDEN, HLB, Ollounder, Hongjoong, Song Min-gi                  | EDEN, HLB, Ollounder, Peperoni, Oliv             | EDEN, Ollounder, Peperoni, Oliv                  | 3:12    |
| 3. | „Time of Love”                                                                         | EDEN, Ollounder, LEEZ, Peperoni, Oliv, Hongjoong, Song Min-gi | EDEN, Ollounder, LEEZ, Peperoni, Oliv            | EDEN, Ollounder, LEEZ, Peperoni, Oliv            | 2:56    |
| 4. | „Take Me Home”                                                                         | EDEN, LEEZ, Ollounder, Hongjoong, Song Min-gi                 | EDEN, LEEZ, Eom Taewon, Ollounder                | EDEN, LEEZ, Eom Tae-won                          | 3:41    |
| 5. | „Celebrate”                                                                            | EDEN, Hongjoong, Ollounder, LEEZ, Peperoni, Oliv, Song Min-gi | EDEN, Hongjoong, Ollounder, LEEZ, Peperoni, Oliv | EDEN, Hongjoong, Ollounder, LEEZ, Peperoni, Oliv | 3:16    |
| 6. | „Take Me Home” (English version)                                                       | EDEN, LEEZ, Ollounder, Hongjoong, Song Min-gi                 | EDEN, LEEZ, Eom Taewon, Ollounder                | EDEN, LEEZ, Eom Tae-won                          | 3:41    |
| 7. | „I'm The One” (HEAT-TOPPING ver.)                                                      | EDEN, LEEZ, Ollounder, Hongjoong, Song Min-gi                 | EDEN, LEEZ, Ollounder, BUDDY                     | Peperoni, Oliv                                   | 3:52    |

## Notowania
| Lista                               | Pozycja |
| ----------------------------------- | ------- |
| Gaon Weekly Album Chart             | 1       |
| Oricon Weekly Album Chart           | 10      |
| Five Music (Tajwan)                 | 3       |
| Węgry (MAHASZ)                      | 18      |
| Ultratop 200 Albums (Flandria)      | 114     |
| Ultratop 200 Albums (Walonia)       | 100     |
| Polska (ZPAV)                       | 36      |
| Finlandia (Suomen virallinen lista) | 9       |
| World Albums (Billboard)            | 8       |
| Heatseekers Albums (Billboard)      | 9       |

## Nagrody w programach muzycznych
| Program            | Data         | Źródło |
| ------------------ | ------------ | ------ |
| The Show (SBS MTV) | 9 marca 2021 | [ 14 ] |